# Konstantin Lerner
Konstantin Zaivelevich Lerner (en ucraniano, Костантин Зайвелевич Лернер, Odesa, 28 de febrero de 1950 – Herzliya, 24 de septiembre de 2011) fue un Gran Maestro de ajedrez ucraniano. En 1978 y 1982, fue campeón de ajedrez de Ucrania. 

## Biografía
Jugó en diferentes campeonatos nacionales soviéticos, y su mejor puesto fue un segundo puesto, por detrás de Andrei Sokolov, en Lvov en 1984.
Lerner pudo compartir el primer puesto en muchos torneos, entre los que destacan Polanica Zdrój 1985 and 1986 (Rubinstein Memorial), Tallinn 1986, Moscú 1986, Genova 1989, Copenhague 1990, Gausdal 1992, Mykolaiv 1995 (zonal), Berlín 1997, Graz 1997, Recklinghausen 1999, Bad Wörishofen 2000, Tel Aviv 2001 y 2002, Rishon Le Zion 2004, Givatayim 2005 (Ettinger Memorial), y Herzlia 2005 (Arye Urieli Memorial).
En 2004, empató por el tercer y cuarto puesto en el Campeonato Israeli en Ramat Aviv. Ganó la medalla de bronce en los Juegos Macabitas de 2005. Fue premiado con el título de Gran Maestro en 1986 y sellegó a situar en la séptima posición del mundo.
Emigró a Israel en 2001 y vivió allí los últimos diez años, jugador en el club de ajedrez Kefar-Saba, hasta su muerte en 2011.